# Letter

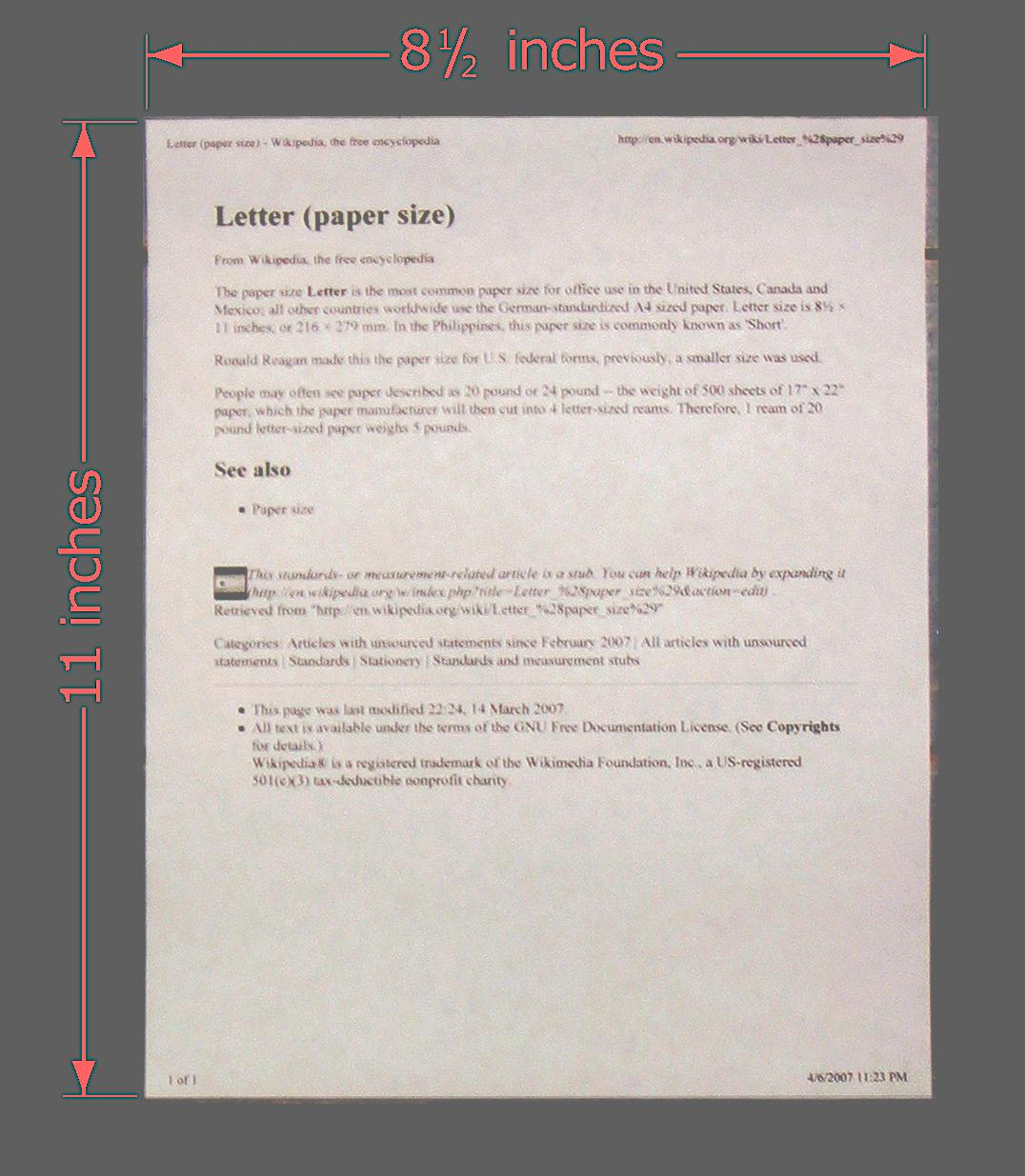
Exemplo do tamanho de papal 'Carta', ou US Letter paper (em inglês).

O tamanho de papel US Letter ou Carta, também conhecido como ANSI A na norma do American National Standards Institute, é um formato muito utilizado nos EUA e Canadá para atividades comuns de escritório e dia-a-dia. Mede 279,4 mm x 215,9 mm (11 × 8½ polegadas) sendo cerca de 2 cm mais baixo e 6 mm mais largo do que o formato A4, utilizado no resto do mundo. Portanto, um método para que um documento possa ser impresso tanto em A4 quanto em Letter é estabelecer margens de pelo menos 2,5 cm acima e abaixo, e 1 cm nas laterais.

## Detalhes
A administração  Reagan fez do papel tamanho Carta a norma para formulários federais dos EUA no início dos anos 80; anteriormente, o tamanho menor "oficial" Government Letter, 8 by 10,5 polegadas (203,2 mm × 266,7 mm), era usado no governo, enquanto 8,5 by 11 polegadas (215,9 mm × 279,4 mm) papel era padrão na maioria dos outros escritórios.